# ولیکی اوستروس
ولیکی اوستروس (به لاتین: Veliki Ostros) یک منطقهٔ مسکونی در مونته‌نگرو است که در شهرداری بار واقع شده‌است. ولیکی اوستروس ۳۳۲ نفر جمعیت دارد.